# Didier de Saint-Jaille
Fra' Didier de Saint-Jaille (zm. w 1536) – 46. Wielki Mistrz Zakonu Rycerzy Szpitalników Świętego Jana Jerozolimskiego w latach 1535–1536.
De Saint-Jaille był francuskim szlachcicem, członkiem Języka Francji Zakonu Joannitów. Był powszechnie znany ze swojej wielkiej roztropności i rozwagi, i po śmierci Piero de Ponte został wybrany Wielkim Mistrzem Zakonu. W tym czasie przebywał we Francji, więc zaczął przygotowania do podróży na Maltę. Już w podróży, w Montpellier, rozchorował się i zmarł 26 września 1536 roku.
Był jedynym Wielkim Mistrzem Zakonu, który nie zmarł, ani nie został pochowany na Malcie, poza Ferdinandem von Hompesch zu Bolheim, który opuścił wyspę, wraz z usunięciem z niej Zakonu w roku 1798. Zbiegiem okoliczności, obaj, Didier de Saint-Jaille i Hompesch, są pochowani w Montpellier.